# Baltic Cup 2018
Der Baltic Cup 2018 für Fußballnationalteams fand vom 30. Mai bis 5. Juni 2018 in allen drei Baltischen Ländern statt. Es war die insgesamt 47. Austragung des Turniers der baltischen Nationalmannschaften seit der Erstaustragung im Jahr 1928. Es gilt damit als das älteste noch ausgetragene internationale Fußballturnier für Nationalmannschaften in Europa. An dem Turnier nahmen die Nationalmannschaften aus den drei baltischen Staaten Estland, Lettland und Litauen teil. Als Titelverteidiger startete die lettische Nationalmannschaft in den Wettbewerb, die mit 23 Siegen zugleich Rekordsieger ist. Ausgetragen wurden die Spiele in Rakvere (Estland) im Rakvere Linnastaadion, in Riga (Lettland) im Daugava-Stadion und in Vilnius (Litauen) im LFF-Stadion. Lettland verteidigte den Titel und holte sich zum vierundzwanzigsten Mal den Sieg.

## Gesamtübersicht
| Pl.                        | Verein   | Sp. | S | U | N | Tore    | Diff. | Punkte |
| -------------------------- | -------- | --- | - | - | - | ------- | ----- | ------ |
| 1.                         | Lettland | 2   | 1 | 1 | 0 | 002:100 | +1    | 04     |
| 2.                         | Estland  | 2   | 1 | 0 | 1 | 002:100 | +1    | 03     |
| 3.                         | Litauen  | 2   | 0 | 1 | 1 | 001:300 | −2    | 01     |
| Sieger des Baltic Cup 2018 |          |     |   |   |   |         |       |        |

|                         |   |          |           |
| 30. Mai 2018 in Rakvere |   |          |           |
| Estland                 | – | Litauen  | 2:0 (2:0) |
| 2. Juni 2018 in Riga    |   |          |           |
| Lettland                | – | Estland  | 1:0 (0:0) |
| 5. Juni 2018 in Vilnius |   |          |           |
| Litauen                 | – | Lettland | 1:1 (0:0) |

## Estland gegen Litauen
| Estland                                                                          | Estland | Litauen | Litauen |
| -------------------------------------------------------------------------------- | --- | --- | ------- |
| Estland                                                                          | \| Mittwoch 30. Mai 2018 um 19:00 Uhr (Ortszeit) in Rakvere (Rakvere Linnastaadion) \| \| Ergebnis: 2:0 (2:0) \| \| Zuschauer: 1.460 \| \| Schiedsrichter: Andris Treimanis ( Lettland) \| \| Spielbericht \| | \| Mittwoch 30. Mai 2018 um 19:00 Uhr (Ortszeit) in Rakvere (Rakvere Linnastaadion) \| \| Ergebnis: 2:0 (2:0) \| \| Zuschauer: 1.460 \| \| Schiedsrichter: Andris Treimanis ( Lettland) \| \| Spielbericht \|                                                                                                 | Litauen |
| Estland                                                                          | Sergei Lepmets – Gert Kams, Nikita Baranov (62. Marek Kaljumäe), Trevor Elhi (72. Dmitri Kruglov), Madis Vihmann – Sander Puri, Artjom Dmitrijev (62. Ilja Antonov), Karol Mets , Mattias Käit (72. Konstantin Vassiljev) – Henri Anier (62. Sergei Zenjov), Henrik Ojamaa (81. Joonas Tamm) Cheftrainer: Martin Reim | Ernestas Šetkus – Algis Jankauskas, Valdemar Borovskij, Edvinas Girdvainis, Rolandas Baravykas – Povilas Leimonas (46. Simonas Paulius), Arvydas Novikovas, Vykintas Slivka (67. Karolis Laukžemis), Ovidijus Verbickas, Justas Lasickas (67. Simonas Urbys) – Fiodor Černych Cheftrainer: Edgaras Jankauskas | Litauen |
| Estland                                                                          | 1:0 Henrik Ojamaa (23.) 2:0 Mattias Käit (42.) | | Litauen |
| Estland                                                                          | Justas Lasickas (13.) | | Litauen |
| Mittwoch 30. Mai 2018 um 19:00 Uhr (Ortszeit) in Rakvere (Rakvere Linnastaadion) | | |         |
| Ergebnis: 2:0 (2:0)                                                              | | |         |
| Zuschauer: 1.460                                                                 | | |         |
| Schiedsrichter: Andris Treimanis ( Lettland)                                     | | |         |
| Spielbericht                                                                     | | |         |

## Lettland gegen Estland
| Lettland                                                               | Lettland | Estland | Estland |
| ---------------------------------------------------------------------- | --- | --- | ------- |
| Lettland                                                               | \| Samstag 2. Juni 2018 um 19:00 Uhr (Ortszeit) in Riga (Daugava-Stadion) \| \| Ergebnis: 1:0 (0:0) \| \| Zuschauer: 4.251 \| \| Schiedsrichter: Manfredas Lukjančukas ( Litauen) \| \| Spielbericht \| | \| Samstag 2. Juni 2018 um 19:00 Uhr (Ortszeit) in Riga (Daugava-Stadion) \| \| Ergebnis: 1:0 (0:0) \| \| Zuschauer: 4.251 \| \| Schiedsrichter: Manfredas Lukjančukas ( Litauen) \| \| Spielbericht \|                                                                        | Estland |
| Lettland                                                               | Andris Vaņins – Kaspars Dubra, Vitālijs Jagodinskis, Vladislavs Gabovs, Vitālijs Maksimenko – Jānis Ikaunieks, Aleksandrs Fertovs (66. Igors Tarasovs), Glebs Kļuškins (84. Dmitrijs Hmizs), Ritvars Rugins (66. Roberts Savaļnieks) – Valerijs Šabala, Artūrs Karašausks (66. Vladimirs Kamešs) Cheftrainer: Mixu Paatelainen ( Finnland) | Matvei Igonen – Markus Jürgenson (71. Gert Kams), Nikita Baranov (46. Madis Vihmann), Joonas Tamm, Karol Mets, Dmitri Kruglov – Sander Puri, Mattias Käit, Brent Lepistu (46. Ilja Antonov), Konstantin Vassiljev – Sergei Zenjov (71. Henrik Ojamaa) Cheftrainer: Martin Reim | Estland |
| Lettland                                                               | 1:0 Jānis Ikaunieks (70.) | | Estland |
| Lettland                                                               | Valerijs Šabala (18.) | | Estland |
| Samstag 2. Juni 2018 um 19:00 Uhr (Ortszeit) in Riga (Daugava-Stadion) | | |         |
| Ergebnis: 1:0 (0:0)                                                    | | |         |
| Zuschauer: 4.251                                                       | | |         |
| Schiedsrichter: Manfredas Lukjančukas ( Litauen)                       | | |         |
| Spielbericht                                                           | | |         |

## Litauen gegen Lettland
| Litauen                                                                | Litauen | Lettland | Lettland |
| ---------------------------------------------------------------------- | --- | --- | -------- |
| Litauen                                                                | \| Dienstag 5. Juni 2018 um 19:00 Uhr (Ortszeit) in Vilnius (LFF-Stadion) \| \| Ergebnis: 1:1 (0:0) \| \| Schiedsrichter: Kristo Tohver ( Estland) \| \| Spielbericht \| | \| Dienstag 5. Juni 2018 um 19:00 Uhr (Ortszeit) in Vilnius (LFF-Stadion) \| \| Ergebnis: 1:1 (0:0) \| \| Schiedsrichter: Kristo Tohver ( Estland) \| \| Spielbericht \| | Lettland |
| Litauen                                                                | Džiugas Bartkus – Edvinas Girdvainis, Tomas Mikuckis, Egidijus Vaitkūnas, Rolandas Baravykas – Ovidijus Verbickas (68. Vykintas Slivka), Arvydas Novikovas, Mantas Kuklys (83 Justas Lasickas), Simonas Paulius (58. Modestas Vorobjovas) – Fedor Černych , Darvydas Šernas (68. Karolis Laukžemis) Cheftrainer: Edgaras Jankauskas | Kaspars Ikstens – Kaspars Dubra , Vitālijs Jagodinskis, Gints Freimanis – Raivis Jurkovskis, Igors Tarasovs, Glebs Kļuškins (81. Aleksandrs Fertovs), Ritvars Rugins (64. Vitālijs Rečickis), Jānis Ikaunieks, Vladimirs Kamešs – Aleksejs Višņakovs (81. Valerijs Šabala) Cheftrainer: Mixu Paatelainen ( Finnland) | Lettland |
| Litauen                                                                | 1:1 Karolis Laukžemis (86.) | 0:1 Kaspars Dubra (46.) | Lettland |
| Litauen                                                                | Edvinas Girdvainis (40.) | Glebs Kļuškins (44.), Jānis Ikaunieks (76.), Valerijs Šabala (87.) | Lettland |
| Dienstag 5. Juni 2018 um 19:00 Uhr (Ortszeit) in Vilnius (LFF-Stadion) | | |          |
| Ergebnis: 1:1 (0:0)                                                    | | |          |
| Schiedsrichter: Kristo Tohver ( Estland)                               | | |          |
| Spielbericht                                                           | | |          |